# Nippon Ishin no Kai (2016–)
Die Nippon Ishin no Kai (japanisch 日本維新の会, deutsch etwa „Gesellschaft zur Erneuerung/Restauration Japans“ – siehe Meiji-Restauration für die Doppelbedeutung von ishin als [wörtlicher] „Erneuerung, Reformation“ und [historisch besetzt] „Restauration/Wiederherstellung“; englische Eigenbezeichnung nicht festgelegt) ist eine politische Partei in Japan. Sie sieht sich vor allem als regionalistisch, fordert die Einführung des „Staatensystems“ (Dōshūsei) und Deregulierungen und tritt als Mitte-rechts- bis rechte Partei als Alternative zu den übrigen Oppositionsparteien auf, die sich hauptsächlich im Spektrum links der Mitte befinden. Die Nippon Ishin no Kai kooperiert in vielen Punkten der Nationalpolitik mit der regierenden Liberaldemokratischen Partei und befürwortet deren Plan zur Änderung des Artikels 9 der japanischen Verfassung, somit kann sie auch dem japanischen Neokonservatismus zugeordnet werden.
Sie entstand im Herbst 2015 als Ōsaka Ishin no Kai (おおさか維新の会 deutsch ‚Versammlung zur Erneuerung Osakas‘, englisch Osaka Restoration Association, Initiatives from Osaka, IO, IfO u. ä.) bei der Spaltung der Ishin no Tō, die wiederum 2014 aus der Vereinigung von zwei Nachfolgern der zuvor gespaltenen Parteien Minna no Tō und der ersten Nippon Ishin no Kai (englisch Japan Restoration Party, JRP) entstanden war. Letztere war 2012 als nationaler Ableger der ursprünglichen Ōsaka Ishin no Kai entstanden, die als Regionalpartei in der westjapanischen Präfektur Osaka seit 2010 aktiv ist.
Die Nationalpartei Ōsaka Ishin no Kai nahm im August 2016 (sofern man sie als Nachfolger betrachtet: wieder) den Namen Nippon Ishin no Kai an, die Präfekturpartei in Osaka behält weiter ihren Namen. Inzwischen bestehende andere Präfekturverbände benennen sich analog, also z. B. Tōkyō Ishin no Kai, Hyōgo Ishin no Kai, usf.

## Ōsaka Ishin no Kai als Regionalpartei seit 2010
Die Ōsaka Ishin no Kai (mit Kanji für Osaka als 大阪維新の会 geschrieben, dt. „Versammlung zur Erneuerung Osakas“, engl. „Osaka Restoration Association“) ist eine Regionalpartei in der Präfektur Osaka. Sie stellt den Gouverneur von Osaka, die Bürgermeister in Osakas beiden designierten Großstädten, Osaka und Sakai, verfügt über eine Mehrheit im Präfekturparlament und ist stärkste Partei in den Stadträten von Osaka und Sakai. Im rechtlichen Sinne ist die Ōsaka Ishin no Kai eine „politische Gruppierung“, keine Partei. Gegründet wurde die Partei im April 2010 vom damaligen Gouverneur Tōru Hashimoto.
Zu den Zielen der Ōsaka Ishin no Kai gehören die Umwandlung der Präfektur Osaka in eine to, eine Präfektur wie Tokio, in der die beiden regierungsdesignierten Großstädte Osaka und Sakai sowie weitere umliegende Gemeinden aufgelöst werden und ihr Gebiet in „Sonderbezirke“ gegliedert wird. Diese Bezirke wären zwar eigenständige Gemeinden, überließen aber einige kommunale Aufgaben der Präfektur. Außerdem will die Partei die Verwaltung verschlanken, unter anderem indem die Zahl der „angegliederten Organisationen“ (gaikaku dantai: Stiftungen, Selbstverwaltungskörperschaften, öffentliche Unternehmen etc.) reduziert wird. Die Wirtschaftslage der Präfektur bezeichnet sie als die „Krise Osakas“ (Ōsaka no kiki).
Hashimoto und seine Partei bezogen früh auch gelegentlich zur nationalen Politik Stellung und unterstützen Kandidaten bei Wahlen in anderen Präfekturen, so zum Beispiel Takashi Kawamura und Hideaki Ōmura bei der „dreifachen Abstimmung“ (triple tōhyō: Gouverneurswahl, Bürgermeisterwahl, Recall-Referendum für den Stadtrat) in der Präfektur Aichi und der Stadt Nagoya im Februar 2011.

### Erster Vorstoß in die Nationalpolitik
Nach langer Vorbereitung durch Rekrutierung von geeigneten Kandidaten und Positionierung zu Fragen der Nationalpolitik stieß die Ishin no Kai im Herbst 2012 endgültig auf die Nationalebene vor: Für die bevorstehende Unterhauswahl 2012 gründeten Hashimoto und seine Anhänger die Nippon Ishin no Kai, der sich auch viele ehemalige Mitglieder der in der Opposition immer noch verunsicherten LDP und der bereits mehrfach durch Abspaltungen dezimierten DPJ anschlossen. Die Ōsaka Ishin no Kai existierte als Präfekturverband der japanischen Ishin no Kai weiter. Deren Erfolg blieb aber begrenzt und weiterhin auf Osaka konzentriert: Zwar konnte die Partei bei der Direktwahl in Osaka 12 von 19 Wahlkreisen gewinnen, bei der Verhältniswahl in Kinki (29 Sitze) mit zehn Sitzen stärkste Kraft werden und in vielen anderen Verhältniswahlblöcken (zusammen 151 Sitze) zweitstärkste Partei mit insgesamt 30 Sitzen, aber bei der Direktwahl konnte sie außerhalb von Osaka nur zwei von 281 Sitzen gewinnen.

### Rückschläge in Osaka
2012 verabschiedete das nationale Parlament ein Gesetz, das den to-Plan grundsätzlich ermöglicht, entscheiden müssen die aufzulösenden Gemeindeverwaltungen und letztlich die Bürger in einer Volksabstimmung. Schon bei der Bürgermeisterwahl in Sakai 2013, bei der sich der einst mit Hashimotos Unterstützung gewählte Bürgermeister Takeyama nun klar gegen die Auflösung der Stadt und damit die Ishin no Kai und deren Kandidaten stellte und mit Unterstützung aller etablierter Parteien gewann, erfuhr der to-Plan einen Rückschlag. Fortan konzentrierten sich die Bemühungen auf die Abschaffung der Stadt Ōsaka. In den Vorbereitungen für die dortige Volksabstimmung überwarf sich die Ōsaka Ishin no Kai mit der Kōmeitō, mit der 2012 eine regionale Kooperationsvereinbarung geschlossen worden war. Dadurch verlor die Partei endgültig die Kontrolle über das Stadtparlament von Osaka und verbunden mit Parteiaustritten auch die Mehrheit im Präfekturparlament von Osaka. Ein konkreter to-Plan zur Auflösung der Stadt Osaka in fünf „Sonderbezirke“ der Präfektur Osaka wurde dennoch erarbeitet und schließlich im Mai 2015 den Bürgern zur Abstimmung vorgelegt. Die Gegner setzten sich knapp durch. Hashimoto kündigte seinen Rückzug vom Bürgermeisteramt zur nächsten Wahl an, den Vorsitz der Ōsaka Ishin no Kai übernahm Osakas Gouverneur Ichirō Matsui.
Matsui wurde auch zunächst Generalsekretär der Ishin no Tō, die 2014 als größerer Nachfolger bei der Spaltung und Reorganisation von Nippon Ishin no Kai und Minna no Tō entstand. Doch auch diese spaltete sich 2015 erneut. Während die Rumpfpartei sich in der Opposition der Demokratischen Partei annäherte und sich mit ihr im März 2016 zur Demokratischen Fortschrittspartei zusammenschloss, führten Hashimoto und Matsui ihre Anhänger im Nationalparlament in eine neue Ōsaka Ishin no Kai auf nationaler Ebene, nun mit rechtlichem Parteienstatus.
Nach klaren Wahlsiegen bei den vier gleichzeitigen Präfektur- und Kommunalwahlen in Präfektur Osaka und Stadt Osaka bei den einheitlichen Wahlen 2019 strebte die Partei ein zweites Referendum zur Auflösung der Stadt Osaka an. Die anderen großen Parteien (in Osaka vor allem LDP und Kōmeitō) stellten sich einem Referendum nicht in den Weg, die Kōmeitō wirkte auch an der Ausarbeitung des konkreten Plans mit und machte Wahlkampf für den Plan. Das Referendum fand schließlich am 12. Oktober 2020 statt. Das Nein setzte sich mit 50,6 % erneut knapp durch. Bürgermeister Matsui erklärte seinen Rückzug aus der Politik zum Ende seiner laufenden Amtszeit, Gouverneur Yoshimura erklärte, dass er kein weiteres Referendum zum to-Plan mehr anstrebe.

## Als Nationalpartei seit 2015

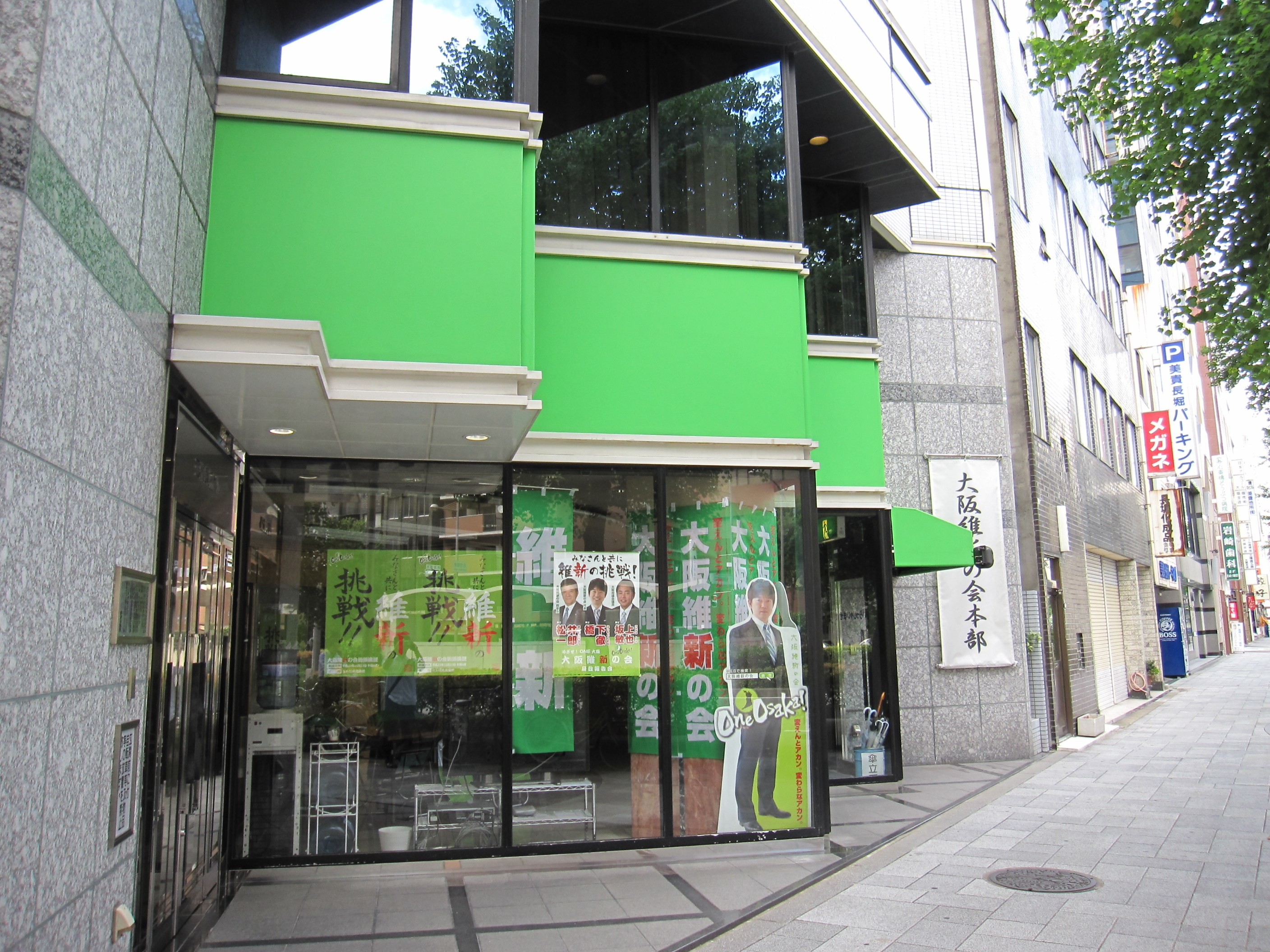
Hauptsitz der Ōsaka/Nippon Ishin no Kai in Osaka

Ishin-Stimmenanteile nach Präfektur im Verhältniswahlsegment der Shūgiin-Wahl 2024: Am stärksten bleibt die Partei in Osaka und dem umliegenden Kinki, wo sie vor der LDP stärkste Kraft war, sie verlor aber im Rest des Landes gegenüber 2021 Stimmen.

Von der Ishin no kai bestrittene Wahlkreise im Mehrheitswahlsegment 2024: Die Partei trat nun in mehr als der Hälfte des Landes an, gewann dabei aber jenseits von Osaka nur vier Sitze (Shiga 1, Kyōto 2, Hiroshima 4, Fukuoka 11).

Die neue, nationale Ōsaka Ishin no Kai wurde zunächst wieder für kurze Zeit von Hashimoto geführt, der – als Bürgermeister der Stadt Osaka durch Wunschnachfolger Hirofumi Yoshimura abgelöst – den Parteivorsitz im Dezember 2015 Gouverneur Matsui überließ. 2022 folgte ihm der Unterhausabgeordnete Nobuyuki Baba.
Bei den Nationalparlamentswahlen 2021 (+30 Sitze), 2022 (+6 Sitze) und bei Nachwahlen sowie bei einigen subnationalen Wahlen, darunter die Gouverneurswahl in Nara und eine Reihe von Parlamentswahlen bei den einheitlichen Wahlen 2023, verzeichnete die Ishin no Kai zahlreiche Mehrheitswahlerfolge jenseits ihrer Heimathochburg Osaka.
In Vorbereitung auf die voraussichtliche Unterhauswahl 2024 traten vier der fünf Abgeordneten der 2023 hauptsächlich aus vormaligen DVP-Abgeordneten um Seiji Maehara gegründeten Kyōiku mushōka o jitsugen suru kai (etwa  „Vereinigung zur Realisierung kostenloser Bildung“) im Oktober 2024 der Ishin no kai bei. Die beiden Parteien hatten bereits Anfang 2024 Gemeinschaftsfraktionen in beiden Kammern des Nationalparlaments gebildet. Bei der Wahl baute die Partei ihre Dominanz in Osaka auf 19 von 19 Sitzen aus, konnte darüber hinaus aber nur vereinzelte Mehrheitswahlerfolge erzielen und verlor bei der Verhältniswahl und in der Summe beider Segmente landesweit Sitze. Baba zog sich vom Parteivorsitz zurück, nachdem eine Mitgliederbefragung eine überwältigende Mehrheit für eine Neuwahl zum Parteivorsitz ergeben hatte. Osakas Gouverneur Yoshimura wurde gegen drei Kandidaten mit großem Vorsprung zum Nachfolger gewählt.

### Wahlergebnisse
| Jahr               | Unterhauswahlergebnisse | Unterhauswahlergebnisse | Unterhauswahlergebnisse | Unterhauswahlergebnisse | Unterhauswahlergebnisse | Unterhauswahlergebnisse | Oberhauswahlergebnisse | Oberhauswahlergebnisse | Oberhauswahlergebnisse | Oberhauswahlergebnisse | Oberhauswahlergebnisse | Oberhauswahlergebnisse | Oberhauszusammensetzung |
| Jahr               | Kandidaten              | Mehrheitswahl           | Mehrheitswahl           | Verhältniswahl          | Verhältniswahl          | Mandate gesamt          | Kandidaten             | Mehrheitswahl          | Mehrheitswahl          | Verhältniswahl         | Verhältniswahl         | Mandate gesamt         | Oberhauszusammensetzung |
| Jahr               | Kandidaten              | Stimmenanteil           | Mandate                 | Stimmenanteil           | Mandate                 | Mandate gesamt          | Kandidaten             | Stimmenanteil          | Mandate                | Stimmenanteil          | Mandate                | Mandate gesamt         | Oberhauszusammensetzung |
| ------------------ | ----------------------- | ----------------------- | ----------------------- | ----------------------- | ----------------------- | ----------------------- | ---------------------- | ---------------------- | ---------------------- | ---------------------- | ---------------------- | ---------------------- | ----------------------- |
| Bei Parteigründung | Bei Parteigründung      | Bei Parteigründung      | Bei Parteigründung      | Bei Parteigründung      | Bei Parteigründung      | 13/475                  |                        |                        |                        |                        |                        |                        | 6/242                   |
| 2016               |                         |                         |                         |                         |                         |                         | 28                     | 5,8 %                  | 3/73                   | 9,2 %                  | 4/48                   | 7/121                  | 12/242                  |
| 2017               | 52                      | 3,2 %                   | 3/289                   | 6,1 %                   | 8/176                   | 11/465                  |                        |                        |                        |                        |                        |                        |                         |
| 2019               |                         |                         |                         |                         |                         |                         | 22                     | 7,3 %                  | 5/74                   | 9,8 %                  | 5/50                   | 10/124                 | 16/245                  |
| 2021               | 96                      | 8,4 %                   | 16/289                  | 14,0 %                  | 25/176                  | 41/465                  |                        |                        |                        |                        |                        |                        |                         |
| 2022               |                         |                         |                         |                         |                         |                         | 46                     | 10,4 %                 | 4/75                   | 14,8 %                 | 8/50                   | 12/125                 | 21/248                  |
| 2024               | 164                     | 11,3 %                  | 23/289                  | 9,4 %                   | 15/176                  | 38/465                  |                        |                        |                        |                        |                        |                        |                         |